# Blas Pierrad

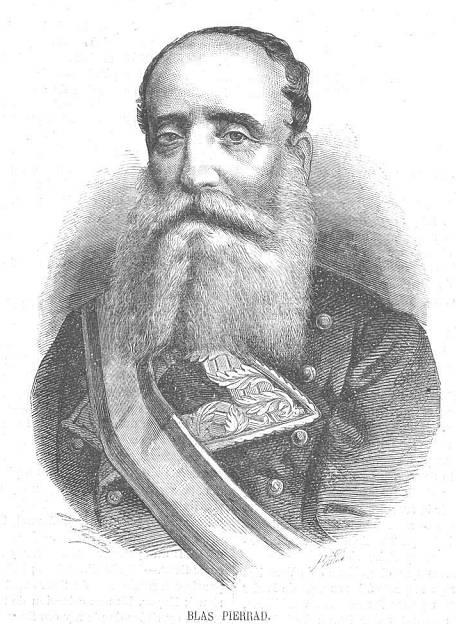
Blas Pierrard en La Ilustración Republicana Federal.

Blas Pierrard Alcedar (Semur-en-Auxois, 15 de agosto de 1812-Zaragoza, 29 de septiembre de 1872) fue un militar general y político español.

## Biografía
Nacido en la ciudad francesa de Semur-en-Auxois el 15 de agosto de 1812, era hijo de un brigadier de origen francés que había luchado en la Guerra de la Independencia Española y estaba prisionero. En 1825 ingresó como alférez en la Guardia Real. Luchó en la Primera Guerra Carlista en el bando cristino, destacando en la batalla de Huesca (24 de mayo de 1837), razón por la cual fue nombrando teniente coronel de caballería en 1842. En 1848 fue ascendido a coronel y en 1853 a brigadier.
En 1854 apoyó la Vicalvarada y en 1856 fue nombrado gobernador militar de Madrid. Después fue destinado a Filipinas y el Norte de África, afiliándose en aquellos años al Partido Progresista. En 1866 apoyó los intentos golpistas del general Juan Prim y participó activamente en la sublevación del cuartel de San Gil y en la revuelta de los Pirineos de 1867, razón por la que tuvo que exiliarse.
Cuando estalló la revolución de 1868 entró a España por La Junquera y se puso de parte de la Junta de Revolucionaria del Ampurdán, que dirigía la revuelta en Figueras. Entonces se incorporó al Partido Republicano Democrático Federal y fue elegido diputado por Ronda en las elecciones generales de 1869. Debido a sus relaciones con los republicanos intransigentes del club de Viralta de Barcelona participó en los disturbios de Tortosa de septiembre de 1869, que provocaron una insurrección federalista y el linchamiento y asesinato en Tarragona de Raimundo Reyes García, secretario del gobierno civil y gobernador interino. Benito Pérez Galdós en España sin rey, primero de la quinta serie de los Episodios nacionales (cap. XXVIII), describió los sucesos, a los que asistió impasible Pierrad:

... el secretario, gobernador interino don Raimundo Reyes García [...] no pareció temeroso de que estallasen desórdenes graves a la llegada de los republicanos que vendrían de Tortosa. Según dijo, conocía bien al pueblo tarraconense; teníale por reflexivo, poco dado a excesos revolucionarios; pensaba que arengándole con lenguaje conciliador, invocando su dignidad y cordura, todo se reduciría a un poco de ruido. [...] Sobre la multitud que ondeaba con hinchazón rugiente, como un mar tempestuoso, se destacó la figura arrogante de un militar anciano que subió a un coche. Su hermosa barba blanca dábale aspecto de un gran Rabino, con ros y levita galonada... Era Pierrad, hombre valiente en la guerra, desgraciado en la paz, y en toda ocasión política enormemente inoportuno. [...] No se sabía si a la multitud arengaba, o si oía su bronco alarido sin comprenderlo... El General era sordo. 
Entre don Blas Pierrad y la estación, el Gobernador interino arengaba en otra forma y con mejor sentido a la brava multitud. Esta, también un poco sorda como su ídolo en aquel momento, no se enteraba de las sensatas exhortaciones de la autoridad...; se arremolinó en torno al señor Reyes, este cayó al suelo... La fiera se inclinó sobre él... Era como el niño recogiendo el juguete que se le ha caído... Los niños, en sus juegos inocentes, inventan diversiones crueles y hacen simulacros de maldades... Ello fue que la iracunda caterva popular echó una cuerda a los pies del infeliz Gobernador interino y le arrastró, no sin tropiezos y dificultades, porque el suelo estaba muy mal empedrado... Los arrastradores, con incierta marcha de niños embriagados por la travesura, tiraban hacia el puerto... Pierrad fue y vino en su coche...; los caballos, encabritados, parecían luchar con las olas, como caballos de Neptuno. Alguien gritaba junto al General refiriéndole lo que ocurría; mas él no parecía comprenderlo bien.

Por este motivo fue encarcelado en el castillo de Montjuïc hasta que fue elegido diputado por Barcelona en las elecciones de 1871. Fue reelegido por el distrito de La Carolina en las elecciones generales de agosto de 1872, pero falleció un mes después de ser elegido, el 29 de septiembre de 1872, en la ciudad de Zaragoza.